# Kai Jensen (atlet)
 Der er flere personer med dette navn, se Kai Jensen.
Kai Sophus Marinus Jensen (25. februar 1897 i København – 31. maj 1997 i Birkerød) var en dansk løber.
Kai Jensen medlem af Københavns IF. Han deltog i OL 1924 i Paris og kom til semifinale efter at han vandt sit indledende heat på 800 meter og gik gennem mellemheat til semifinalen, hvor han blev slået ud, men havde den tilfredsstillelse at opnå en bedre tid end den bestående danske rekord, tiden kunne dog ikke anerkendes, da den kun var taget med eet ur. Han deltog også på 400 meter og 4 x 100 meter. Han vandt fire danske mesterskaber og satte dansk rekord tre gange på 400 meter og en gang på 800 meter samt seks i 4 x 400 meter og 4 x 800 meter stafet.
Kai Jensen var fuldmægtig i Københavns Belysningsvæsen. Han døde i 1997 i en alder af 100 år og 95 dage og er en af to danske OL-deltager som har nået 100 år, den anden er Henning Larsen som blev 100 år og 30 dage.

## Danske mesterskaber
- 400 meter: 1923-24 og 1926
- 800 meter: 1924
- 4 x 100 meter: 1920 og 1922-26

## Bedste resultat
- 100 meter 11,2 1926
- 200 meter 22,9 1926
- 400 meter: 50,4 1924
- 800 meter: 1.58,4 1924
- 1000 meter: 2.39,4 1921